# 孙膑兵法
《孙膑兵法》又称《齐孙子》，是中国古代著名的兵书之一，作者是战国时齐国人孙膑。

## 题解
《孙膑兵法》最早见于《汉书·艺文志》，东汉以后就已經失传。因此著名历史学家钱穆曾推测孙膑就是孙武，认为《孙膑兵法》就是《孙子兵法》。1972年，在山东临沂银雀山汉墓同时出土竹简本的《孙子兵法》和《孙膑兵法》，才改变了学界的认识。竹简本是汉初抄本，其中孙膑不以第一人称出现，所以学界普遍认为此书是由孙膑弟子纪录而成。现在分上下两编，共三十篇。

## 评价
《孙膑兵法》进一步发展了《吴子》的军事思想，是一部具有丰富的军事思想的著作。

## 版本
- 竹简本——1972年在山东临沂银雀山汉墓出土，为汉初抄本。
- 1975年文物出版社出版的普及本及线装本。
- 1985年文物出版社出版的精装本《银雀山汉墓竹简》第一辑中收录。与1975年的版本有所改动。